# Guillaume Cliche-Rivard

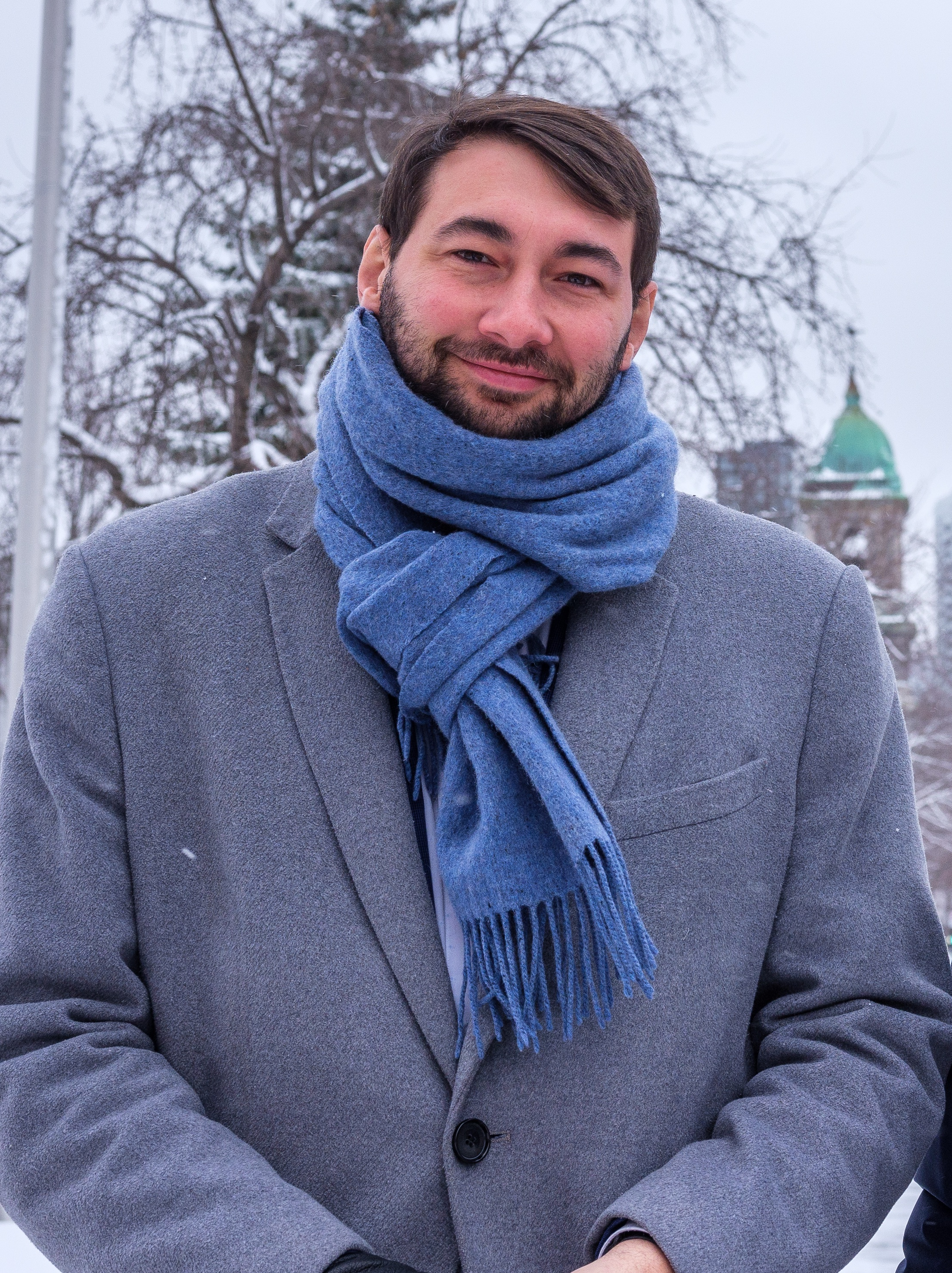
Guillaume Cliche-Rivard

Guillaume Cliche-Rivard (* 1989 in Saint-Jean-sur-Richelieu, Québec) ist ein kanadischer Politiker. Seit 2023 ist er Abgeordneter der Nationalversammlung von Québec für den Wahlkreis Saint-Henri–Sainte-Anne. Seit März 2025 ist er auch Interimsparteivorsitzender von Québec solidaire.

## Leben und Karriere
Cliche-Rivard wurde 1989 in Saint-Jean-sur-Richelieu, Québec geboren. Im Jahr 2011 erwarb er einen Bachelorabschluss in Internationale Beziehungen und Völkerrecht an der Université du Québec à Montréal. 2013 schloss er sein Masterabschluss in Internationaler Entwicklung an der Oxford Brookes University ab. Im nächsten Jahr schloss er sein Jurastudium an der Université du Québec à Montréal ab. Nach seinem Universitätsabschluss war er als Rechtsanwalt mit Schwerpunkt Ausländerrecht tätig. Zwischen 2018 und 2021 war er Präsident der Verband der Ausländerrechtsanwälte von Québec (AQAADI). Als Anwält vertrat Cliche-Rivard zwei Frauen, die Edward Snowden in Hongkong versteckt hatten. Er war außerdem an zwei Rechtsgeschäften beteiligt, bei denen er Einwanderungsgesetze anfocht.
Bei der Provinzwahl in Québec 2022 war er Kandidat der Québec solidaire im Wahlkreis Saint-Henri–Sainte-Anne. Sein wichtigste Gegenkandidatin war der Amtsinhaber und Vorsitzende der Parti libéral du Québec Dominique Anglade. Bei der Wahl belegte er hinter Anglade den zweiten Platz, erzielte jedoch das beste Ergebnis der Partei in diesem Wahlkreis (27,72 %). Im Dezember 2022 trat Anglade aufgrund des schlechten Abschneidens ihrer Partei bei den Wahl aus der Nationalversammlung von Québec und als Vorsitzende der Parti libéral du Québec zurück. Infolgedessen fand im März 2023 in Saint-Henri–Sainte-Anne eine Nachwahl statt. Dieses Mal wurde Cliche-Rivard mit 44,50 % der Stimmen gewählt. Nach dem Rücktritt des Vorsitzenden Gabriel Nadeau-Dubois am 20. März 2025 wurde Cliche-Rivard zum Interimsvorsitzenden der Partei ernannt. Er fungiert neben der anderen ständigen Vorsitzenden der Partei, Ruba Ghazal. Es ist geplant, dass er bis zum Parteitag Québec solidaire 2026 im Amt bleibt.